# Дым (группа)
Рок-группа «Дым» — советская и российская рок-группа, сольный проект певца и гитариста, сооснователя группы «Крематорий» Виктора Троегубова. Творческий период — с конца 1987 года по февраль 1991 года, весна 1994 года — 1997 год.

## Создание группы «Дым»
Осенью 1987 года певец, гитарист и автор части песен группы «Крематорий» Виктор Троегубов покинул коллектив и собрал собственный музыкальный проект, к которому присоединились бас-гитарист «Крематория» Сергей Пушкарев, скрипач Вадим Саралидзе (солист оркестра п/у И.Жукова, сотрудничавший с группой «Крематорий») и лидер-гитарист Андрей Мурашов.
Репертуар группы «Дым» полностью состоял из старых и новых песен Троегубова, но способ подачи музыкального материала имел свою специфику. В отечественных рок-группах («Аквариум», «Крематорий») скрипка была ориентирована в первую очередь на исполнение сольных проигрышей, а в остальное время присоединялась к аккомпанементу. В группе «Дым», в силу уникальности аранжировок, роль скрипки являлась принципиально иной. Электрогитара и скрипка стали равноправными инструментами, каждый из которых мог исполнять сольную партию или аккомпанемент. При этом партии инструментов были жестко завязаны в единую гармоническую и ритмическую структуру, где каждый пассаж или рифф работали на выполнение общей задачи. Высокий профессиональный уровень скрипача и гитариста позволял использовать любые технические приемы в исполнении этих инструментов и любые формы их взаимодействия — техничные двухголосые соло, скоростные переклички, изощренные гитарно-скрипичные узоры. Гитару и скрипку поддерживали и дополняли ритм-секция и акустическая гитара. При этом музыканты умело использовали элементы разных стилей — кантри и рок-н-ролла, джаза и хард-рока. Однако какую бы краску не использовала группа, партии отдельных инструментов всегда были увязаны в продуманные аранжировки и кропотливо выстроенные музыкальные конструкции, характерные для столь редкого для России арт-рока.
В текстах песен, являющихся законченными сюжетными зарисовками, можно встретить весьма колоритных персонажей, среди которых странствующие философы и подвыпившие музыканты, Бывшая Подруга и Лорд Нельсон, Боец в Крепости, Дон-Кихот, Барменша и даже Утонувший в Быту. Это причудливый, ни на что не похожий и вместе с тем знакомый каждому мир, интересный и для пытливого исследователя, и для рядового меломана.
Профессионализм музыкантов и оригинальность репертуара позволяет группе быстро добиться популярности — 23 апреля 1988 года коллектив прошел прослушивание в Московской рок-лаборатории. Однако истинным днем рождения группы стало 26 апреля 1988 года, когда состоялся первый сольный концерт «Дыма», на котором были исполнены и абсолютно новые песни, и песни Троегубова «крематорского периода». Группа выступала под ритм-машину (ранее использовавшуюся в «Крематории»), но сразу после первого концерта в состав был приглашен барабанщик Андрей Клейменов, до этого игравший в военно-морском оркестре.
В мае музыканты на репетиционной базе сделали рабочую демозапись «Проба пера», которую существовавшая в те годы система звукозаписи начала тиражировать как магнитоальбом.
В середине 1988 года «Звуковая дорожка» газеты «Московский комсомолец» объявила всесоюзный конкурс новых групп, что как нельзя лучше подходило для группы «Дым», существовавшей менее года. Коллективы, чьи фонограммы прошли прослушивание экспертов, были разбиты по жанрам на восемь отдельных концертов. За выход в следующий тур публика голосовала входными билетами, которые зрители бросали в контейнеры с названием групп. В своем концерте «Дым» занял первое место, получил путевку в финал, где стал лауреатом конкурса.
Летом 1988 года группа участвует в фестивале Московской рок-лаборатории и рок-фестивале в Брянске, где выступает совместно со «Звуками МУ».
Коллектив активно концертировал, но Андрей Клейменов не всегда мог принимать участие в концертах и гастролях, и тогда приходилось использовать ритм-машину, что не устраивало музыкантов. Стало очевидным, что «Дыму» необходим постоянный барабанщик. Осенью 1988 года в группу был приглашен ударник Александр Соломатин, который быстро освоил репертуар и дебютировал на концерте 7 ноября 1988 года в ДК АЗЛК. В марте 1989 года после рок-фестиваля в Центре Международной торговли на Красной Пресне телецентр ЦМТ снял и смонтировал англоязычный фильм о группах «Дым» и «Вежливый Отказ».
В апреле 1989 года группа «Дым» приступила к записи своего первого студийного альбома, который назвали Sapienti sat («Для умного достаточно», лат.) В феврале 1991 года альбом был издан в виде долгоиграющей пластинки на Всесоюзной фирме грамзаписи «Мелодия», в 1993 году фирма «SoLyd Records» выпустила его на компакт-диске.
Музыкальный критик Артем Липатов сумел найти для этой студийной работы точное определение:
…необычный коктейль классических оркестрантов с представителями «крутого» андерграунда и привел к тому, что сейчас так непросто определить музыкальный стиль группы. Оставаясь цельной и индивидуальной, эта музыка вобрала в себя элементы таких, казалось, бы, несовместимых жанров, как кантри-бит и арт, хард-рок и камерная акустика, фламенко и джаз. Видимо, эта многослойность вкупе с философской откровенностью текстов и делает данный альбом столь интересным.
Несмотря на известность группы «Дым», российских продюсеров и издателей не интересовало продвижение такого сложного для музыкального восприятия музыкального жанра как арт-рок. Отсутствие внятных творческих перспектив и условий для дальнейшего развития не могло не сказаться на настроениях музыкантов.
В начале 1991 года состоялась встреча Троегубова с коллегой по созданию группы «Крематорий» Арменом Григоряном. У «Крематория» в то время был не самый простой период, и Григорян предложил дать совместный квартирный концерт, после которого произошло воссоединение Троегубова с группой «Крематорий». Весной того же года и гитарист «Дыма» Андрей Мурашов принял приглашение группы «Крематорий», в которой работал до 2001 года.

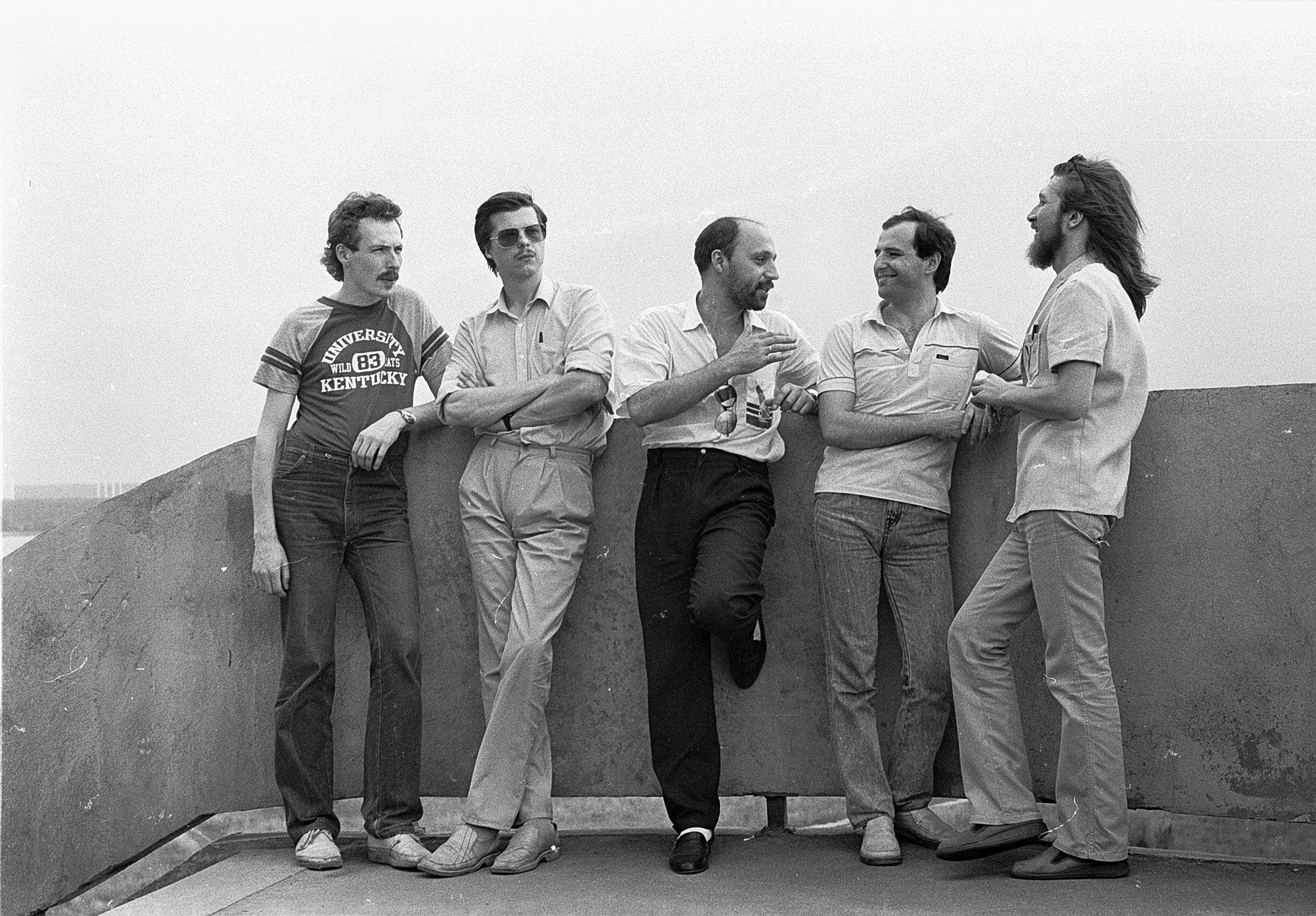
1-й состав. Слева направо: Пушкарев, Соломатин, Саралидзе, Мурашов, Троегубов. 29 июня 1989 года

После ухода Троегубова и Мурашова группа «Дым» прекратила своё существование. Бас-гитарист Сергей Пушкарев впоследствии сотрудничал с одним из составов ВИА «Лейся, песня», с автором-исполнителем Андреем Никольским; барабанщик Александр Соломатин играл в группах «Манго-манго», «Коррозия металла», в аккомпанирующем составе Натальи Медведевой; скрипач Вадим Саралидзе принимал участие в нескольких музыкальных проектах, однако вскоре занялся рекламным бизнесом.

### Первый состав группы
- Виктор Троегубов — вокал, гитара, автор песен
- Вадим Саралидзе — скрипка
- Сергей Пушкарев — бас-гитара
- Александр Соломатин — ударные
- Андрей Мурашов — гитара

## «Дым», версия 2.0
В начале 1994 года, после окончания записи альбома «Танго на облаке», Виктор Троегубов вторично и окончательно покинул группу «Крематорий» и приступил к поиску новых музыкантов, сразу предупреждая приглашаемых инструменталистов, что новый проект ориентирован на хард- и арт-рок. Музыка, которую собирался исполнять Троегубов, по своему стилю кардинально отличалось от того, что исполняли и «Крематорий», и первый состав группы «Дым».
Из первого состава «Дыма» Троегубов пригласил лишь Сергея Пушкарева, который занял место клавишника. Интенсивный поиск музыкантов принес желаемый результат. Первым был найден лидер-гитарист Константин Латышев, который сразу уловил дух новых хард-роковых композиций Троегубова и воплотил их в гитарные рифы. Барабанщиком стал приятель Латышева Евгений Поляков. Вскоре появился бас-гитарист Андрей Устин, до этого исполнявший преимущественно ритм-энд-блюз.
В этом составе группа начала репетиции и в сентябре 1994 года записала три новые хард-роковые композиции. Запись подтвердила правильность выбранного Троегубовым музыкального стиля. Одновременно выяснилось, что не все участники группы обладают профессиональным уровнем, необходимым для исполнения подобной музыки. Происходит срочная замена барабанщика — в декабре 1994 года был найден Александр Дорофеев, который отыграл свой первый концерт 14 января 1995 года в легендарном московском клубе «Sexton». В марте 1995 года группу покинул Латышев, «вредные привычки» которого стали непреодолимым препятствием для его музыкальной деятельности. На место лидер-гитариста был приглашен Григорий Моисеев, ранее выступавший в хэви-металлической группе «Родмир».
1995 год был годом безвременья в российской рок-музыке. Гастрольная деятельность известных рок-групп остановилась, что уж говорить о продвижении новых музыкальных проектов. Группа «Дым» перебивалась редкими выступлениями и продолжала запись студийного альбома, который был закончен в марте 1996 года и получил название по своей заглавной композиции — «Мастер снов».
Музыкальные критики высоко оценили альбом. «…Диск, к неожиданности для тех, кто знал прошлое творчество Троегубова, получился хард-роковым, почти резво-тягучим, в духе „Black Sabbath“. Троегубов и сотоварищи проявили себя и как мастера тяжелого блюза…» («Энциклопедии российской поп- и рок-музыки», Издательство ЭКСМО, 2001); «…„Дым“ второго созыва старается воплотить давнюю мечту Троегубова о записи полноценного «тяжелого» альбома, нечто среднего между архаичным хард-роком и музыкой прогрессив… В ноябре 1996 года альбом «Мастер снов» вышел на фирме «Мороз Рекордз». Альбом заслужил высокую оценку как публики, так и критики, поскольку Троегубов снова угадал актуальные тенденции времени — хард-рок. Однако из-за хронических болезней отечественного шоу-бизнеса и отказа продюсеров поддерживать интеллектуальный рок, проект дальнейшего развития не получил». («Малая энциклопедия. Русский рок», Издательства «ЛЕАН» — «АНТАО», 2001).
Для музыки «Дыма» этого периода были характерны энергичные гитарные риффы, при этом ритм-секция работала слаженно и разнообразно — в активном ритмическом рисунке были задействованы многочисленные синкопы и остановки, что особо выделялось на фоне мощного звучания группы. Клавишные, со своей стороны, в аранжировке были задействованы весьма разнообразно: они не только создавали фоновый аккомпанемент, но и поддерживали основные риффы, а также выстраивали на «заднем плане» второстепенные мелодии и подголоски, придававшие музыке арт-роковую многомерность. Гитара и клавишные позволяли себе продолжительные сольные проигрыши, которые часто завершались своеобразными «перекличками» и «дуэлями». Композиции помимо стандартных вступления, куплета и припева включали в себя несколько частей, каждая из которых имела свою мелодию, гармонию и даже ритм.
На концертах мощные гитарные проходы, неожиданная смена солирующих инструментов удерживали слушателей в напряженном внимании на протяжении всей композиции. Именно инструментальная составляющая давала музыкантам широкий простор для концертных импровизаций. К сожалению, подобные композиции не соответствовали радио- и теле-стандартам, этим, в решающей степени, объяснялось отсутствие интереса записывающих компаний, радиостанций, телевидения и других участников музыкального бизнеса. Продвижение серьёзного арт-рокового проекта требовала вложения значительных сил и средств, а финансовая отдача от подобной музыки была не очевидна. Возможно сыграло свою роль и то, что у публики персона Виктора Троегубова ассоциировалось с андерграундной музыкой в песенном формате «Крематория», а не с продолжительными арт-роковыми композициями.
После того как «Дым» отыграл концерты, посвященные презентации альбома «Мастер снов», и выступил на нескольких «живых» радио-эфирах, в начале 1997 года Троегубов распустил группу.

### Второй состав группы
- Виктор Троегубов — вокал, гитара, автор песен
- Андрей Устин — бас-гитара
- Сергей Пушкарев — клавишные
- Александр Дорофеев — ударные
- Григорий Моисеев — гитара, звукорежиссура

## «Дым», версия 3.0. «Простые песни» (2000 — 2001; 2012 — настоящее время)
В 2000-01 годах Троегубов предпринял попытку записи нового альбома при участии музыкантов второго состава группы «Дым»: Григория Моисеева (лидер-гитара), Андрея Устина (бас-гитара) и Сергея Пушкарева (клавишные). Кроме них в проекте приняли участие гитаристы Алексей Медведев и Михаил Быстрицкий (каждый сыграл в одной песне). Были записаны и сведены шесть песен, после чего Григорий Моисеев серьезно заболел и на долгий срок выбыл из работы. После выздоровления он настолько утратил гитарную технику, что не мог исполнять даже свои собственные гитарные партии. Потеряв в одном лице звукорежиссера и основного инструменталиста, Троегубов прекратил студийную запись. Уже записанные песни опубликованы не были.
Одиннадцать лет спустя, в 2012 году, Троегубов решил возобновить музыкальную деятельность и закончить запись своего третьего студийного альбома. Для работы был необходим квалифицированный гитарист-аранжировщик. Таким стал Сергей Романов, ранее выступавший в музыкальных коллективах, играющих в совершенно разных музыкальных стилях («Сон лемура», «Маракату», «33 рубля» Андрея Кольчугина). Романов оказался мультиинструменталистом: кроме гитарных партий он исполнил партии бас-гитары, клавишных и даже саксофона. Создание новых песен, их запись и сведение альбома заняли более двух лет.
В сентябре 2015 года состоялся релиз цифровой версии альбома «Простые песни» в интернете, одновременно альбом был издан на компакт-диске.
Песня «Река» с этого альбома вошла в сборник «Союз Rock 3», выпущенный «Студией Союз» в 2017 году.
Троегубов собирает концертный состав группы «Дым», в котором место бас-гитариста занимает Сергей Романов, на клавишах играет Сергей "Пушкин" Пушкарёв, принимавший участие не только во всех составах группы «Дым», но и в самом первом, "золотом составе" «Крематория». Позицию лидер-гитариста занимает Александр Корпусёв - бывший гитарист группы «Бен Ганн», а место за ударными - Игорь Конобеев («Сон лемура»).
31 марта 2017 года в клубе «Гластонберри» состоялся первый за 20 лет концерт «Дыма».

### Третий состав группы
- Виктор Троегубов — вокал, гитара, автор песен
- Сергей Романов — бас-гитара, электрогитара, клавишные
- Сергей Пушкарев — клавишные
- Игорь Конобеев — ударные
- Александр Корпусёв — гитара

## Дискография
- 1988 — «Проба пера»
- 1989 — Sapienti sat («Для умного достаточно»)
- 1996 — «Мастер снов»
- 2011 — «Квартирник у „Перца“» (запись сделана в 1995 году)
- 2015 — «Простые песни»